# Cristian Camilo Gaviria Pérez
Cristian Camilo Gaviria Pérez (n. Medellín, Antioquia, Colombia; 25 de febrero de 1996) es un futbolista colombiano. Juega de defensa, y su equipo actual es el Independiente Medellín de la Categoría Primera A colombiana.

## Clubes
| Club                   | País     | Año           |
| ---------------------- | -------- | ------------- |
| Independiente Medellín | Colombia | 2015-presente |